# Art Farmer
Art Farmer (21. srpna 1928 Council Bluffs, Iowa, USA – 4. října 1999 New York City, New York, USA) byl americký jazzový trumpetista, hráč na křídlovku a hudební skladatel. V dětství se učil hrát na klavír a housle a hudbě se začal věnovat spolu se svým dvojčetem Addisonem Farmerem, který hrál na kontrabas. Vydal řadu alb pod svým jménem a hrál i na albech jiných hudebníků, mezi které patří Gene Ammons, Yusef Lateef, Lionel Hampton nebo Quincy Jones. V roce 1999 získal ocenění NEA Jazz Masters a několik měsíců poté zemřel.